# Gerhard Borman
Gerhard Borman, auch geführt unter Gerhard Bormann (* 24. Mai 1940 in Bonn), ist ein deutscher Schauspieler.

## Leben
Borman erhielt seine Ausbildung in Lübeck und gab sein Schauspieldebüt am Deutschen Schauspielhaus in Hamburg. Er spielte ab 1963 in zahlreichen Fernsehproduktionen mit. Bekannt wurde er einem breiteren Publikum u. a. in der Krimireihe Derrick in der Rolle des Kriminalbeamten Echterding. Dort trat er in 18 Folgen auf, zuerst in Folge 12 (Ein Koffer aus Salzburg), zuletzt in Folge 38 (Inkasso).

## Filmografie
- 1963: Hafenpolizei – Licht im Wasser
- 1966: Brennt Paris?
- 1967: Hauptstraße Glück (10 Folgen)
- 1967: Der grausame Job
- 1967: Die Kollektion
- 1967: In aller Stille
- 1969: Der vierte Platz
- 1969–1970: Kapitän Harmsen (13 Folgen)
- 1971: Fluchtweg St. Pauli – Großalarm für die Davidswache
- 1971: Maestro der Revolution?
- 1971: Sonne, Sylt und kesse Krabben
- 1971: Tatort: Kressin und der tote Mann im Fleet
- 1972: Max Hölz. Ein deutsches Lehrstück
- 1974: Im Auftrag von Madame – Glückliche Reise
- 1975: Jenseits der Angst
- 1975–1977: Derrick (18 Folgen)
- 1978: Sachrang
- 1989: Forsthaus Falkenau – Straßenpaganini
- 2003: Operation Dance Sensation